# Cestrum lancifolium
Cestrum lancifolium là loài thực vật có hoa trong họ Cà. Loài này được Schltdl. mô tả khoa học đầu tiên năm 1847.